# Diaspidiotus thymicola
Diaspidiotus thymicola är en insektsart som först beskrevs av Alfred Serge Balachowsky 1935.  Diaspidiotus thymicola ingår i släktet Diaspidiotus och familjen pansarsköldlöss.
Artens utbredningsområde är Spanien. Inga underarter finns listade i Catalogue of Life.